# Ignasi Moreta i Tusquets
Ignasi Moreta i Tusquets   (Barcelona, 30 d'abril de 1980) és un editor i professor universitari català. És doctor en humanitats per la Universitat Pompeu Fabra, on exerceix de professor de literatura catalana. També és director literari de Fragmenta Editorial, que va fundar el 2007 amb Inês Castel-Branco. La seva tesi doctoral, sobre el pensament religiós de Joan Maragall, fou publicada al llibre No et facis posar cendra. Pensament i religió en Joan Maragall (2010), llibre que va resultar polèmic. També ha publicat treballs de recerca en l'àmbit de la filologia catalana i de les religions. El 2012 va rebre el premi Memorial Ferran Lara atorgat per la Cambra del Llibre de Catalunya a un jove emprenedor del sector del llibre. És membre del comitè editorial de l'edició crítica de les obres completes de Joan Maragall. L'any 2018 fou nomenat per la Generalitat de Catalunya comissari de l'Any Raimon Panikkar en commemoració del centenari del naixement del filòsof.

## Obra
- Estudis sobre els goigs (ed.) (2002), Amics dels Goigs / Mediterrània, ISBN 9788483343692
- No et facis posar cendra. Pensament i religió en Joan Maragall (2010), Fragmenta Editorial, ISBN 978-84-92416-35-6
- Joan Maragall, pensador religiós (2012), Fundació Joan Maragall, ISBN 978-84-9846-636-2
- Converses amb Josep Rius-Camps (2014), Fragmenta Editorial, ISBN 978-84-92416-80-6 (edició en castellà de 2014)
- Conversa amb Lluís Duch. Religió, comunicació i política (2019), Fragmenta Editorial, ISBN 978-84-15518-99-0 (edició simultània en castellà)
- No prendràs el nom de Déu en va (2024), Fragmenta Editorial, ISBN 978-84-17796-90-7